# Le Petit Mont

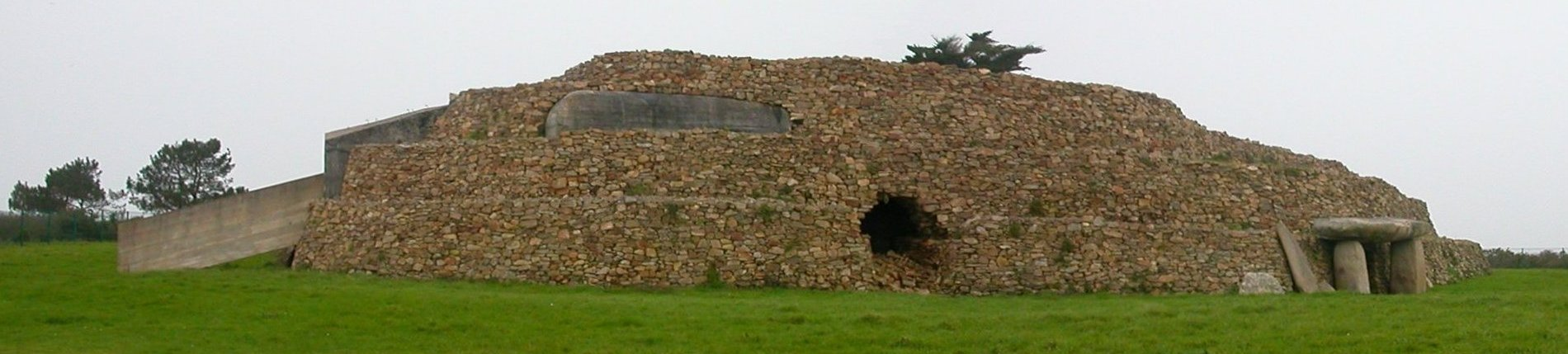
Le Petit Mont

Das restaurierte Steingrab Le Petit Mont liegt nahe dem Hafen Port du Crouesty, auf einem Granitfelsen südlich von Arzon auf der Rhuys-Halbinsel im Département Morbihan in der Bretagne in Frankreich. Der gewaltige Cairn hat eine Länge von 60 und eine Breite von 46 Metern und ist sechs bis sieben Meter hoch.

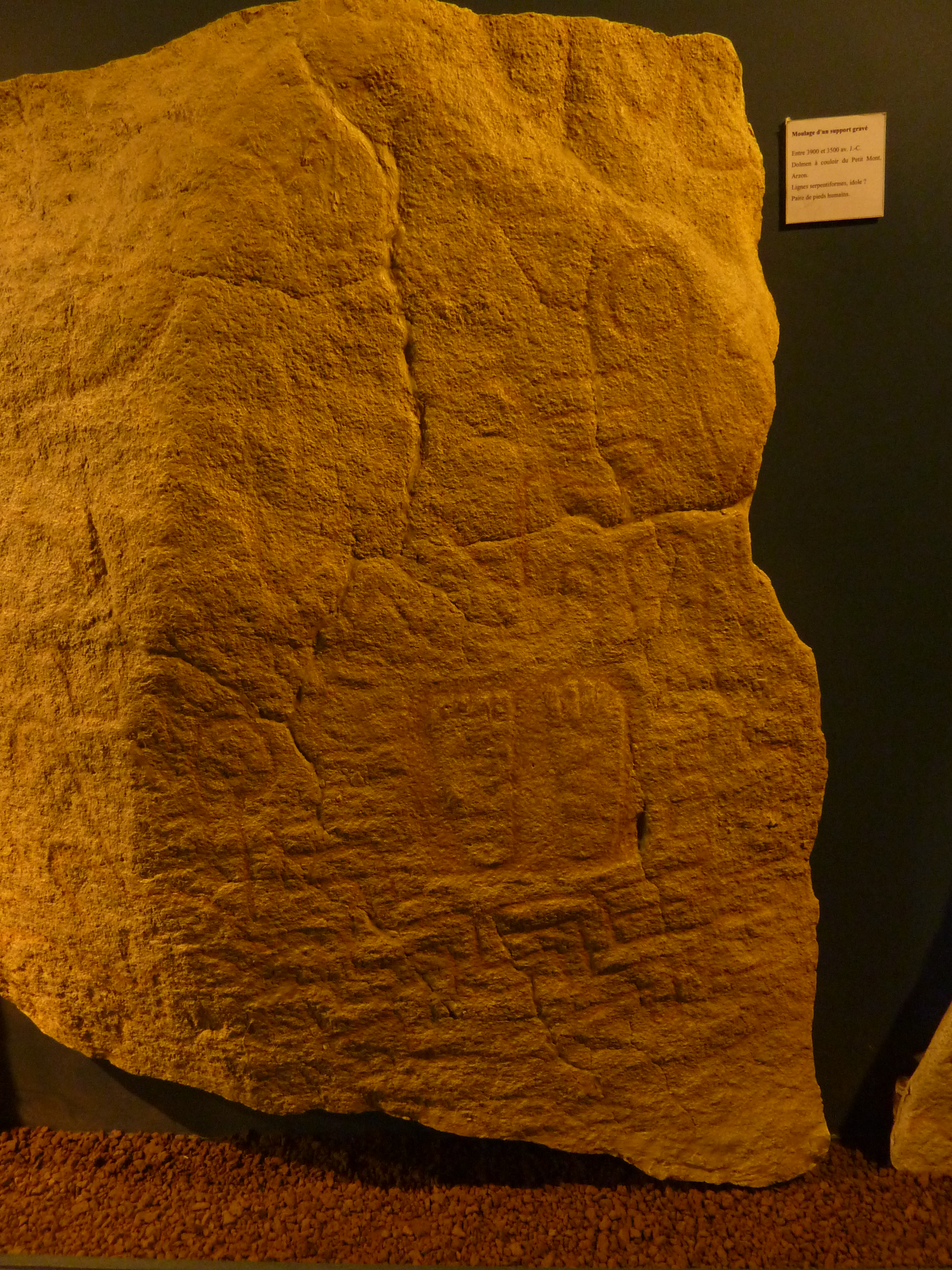
Gravuren vom Petit Mont, die Schlangenlinien und menschliche Füße darstellen (Museum Carnac)

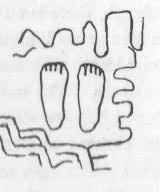
Zeichnung der Gravuren

Die Blendmauern aus losen Steinplatten bilden acht Niveaus. Der Megalithkomplex umfasste mindestens drei Gangdolmen (französisch Dolmen à couloir), von denen die Dolmen 2 und 3 erhalten sind. Der Cairn entstand in drei Phasen, die älteste stammt von 4.600 v. Chr. Die Dolmen zeigen Gravuren auf einer Anzahl von Seitenplatten des Gänge und den Tragplatten der Kammer die Beile im Kreis, wellenförmige Zeichen und Stieläxte darstellen. Dolmen 2 hat auch eine Gravur auf seiner aus einem zerstörten Plattenmenhir, sekundär verwendeten Bodenplatte und auf einer Deckenplatte des Ganges. Die Grabbeigaben umfassen neben Beilen und Keramiken auch Venusstatuetten aus römischer Zeit, die die Umwandlung der Stätte in einen Venustempel belegen.
Er wurde 1864 ausgegraben und Anfang 1906 erstmals restauriert. Während des Zweiten Weltkrieges wurde der Hügel 1943 durch den Einbau eines Wehrmachtsbunkers, der heute ein Dokumentationszentrum beherbergt, stark beschädigt (ein Dolmen wurde dabei komplett zerstört, ein weiterer beschädigt). Nach der Restaurierung durch J. Lecornec zwischen 1979 und 1988 bietet Le Petit Mont – abgesehen vom Bunkereingang – wieder weitgehend das getreue Bild seiner ursprünglichen Architektur.